# Hyllus fusciventris
Hyllus fusciventris är en spindelart som beskrevs av Embrik Strand 1906. Hyllus fusciventris ingår i släktet Hyllus och familjen hoppspindlar. Inga underarter finns listade i Catalogue of Life.